# Батамиров, Анатолий Михайлович
Анатолий Михайлович Батамиров (23 февраля 1900 — 15 ноября 1983) — советский государственный деятель. Член КПСС с 1920 года.

## Биография
Родился в 1900 году в Сызрани в семье рабочих . С 1915 работал чернорабочим в д. Бутырки Сызранского уезда у помещика, затем на мельнице, чеканщиком в пароходстве «Русь» (Самара), ремонтным рабочим на Сызрано-Вяземской железной дороге. В начале 1918 года добровольно вступил в Красную Армию: рядовой, надзиратель военно-санитарного поезда, политрук, начальник политпросвета полка, политрук конной разведки.
В 1918 г. учился в железнодорожном училище на станции Абдулино Самаро-Златоустовской железной дороги. С 1920 по 1921 год слушатель высших военно-политических курсов при ЦК КП(б) Украины. С 1921 по 1923 год служил в роте Киевского губернского особого отдела по борьбе с бандитизмом. 
В 1923–1940 гг. председатель райкома и окружкома профсоюза сахарников, директор сахарных заводов:  Халтуринского (Полтавская обл.), Бродецкого, Улоцовского (Винницкая обл.), Воронежского.
В 1930−1932 обучался в Торгово-промышленной академии им. И. В. Сталина в Киеве (не окончил в связи с отзывом в ЦК ВКП(б). С 1932 до 1937 года директор Бродецкого сахарного комбината в Винницкой области.
Под руководством А. М. Батамирова в середине 1930х годов Бродецкий сахарный комбинат стал одним из передовых предприятий сахарной промышленности СССР, он неоднократно занимал первые места по суточному выпуску продукции, экономному расходованию топлива и точного выполнения планов производства. В 1935 году комбинат достиг наивысших показателей в стране по эффективности использования топлива (7,27% от веса переработанного сырья). За умелое руководство предприятием в 1936 году А. М. Батамиров был награждён орденом Ленина. 
В 1939—1940 годах директор Воронежского сахарного треста.
В 1938 году избран депутатом Верховного Совета СССР (12 марта 1950 - март 1954) и РСФСР 3-го созыва (1951-1955).
В январе 1940 года назначен заместителем народного комиссара земледелия СССР. В 1942 году избран сначала заместителем председателя Тульского облисполкома, а в марте 1943 года председателем Тульского облисполкома. В сентябре 1944 года переведен на должность председателя Калужского облисполкома.
С августа 1945 по апрель 1946 находился на лечении. С июня 1946 года заместитель председателя, с июля 1947 года председатель Алтайского крайисполкома. В мае 1949 года Анатолий Михайлович Батамиров был переведён на должность председателя Новосибирского облисполкома.
С августа 1952 по 1955 год начальник Росглавлесснаба Министерства лесной промышленности СССР. В 1955 году переведён на должность председателя Кустанайского облисполкома.
В 1957 году вышел на пенсию по состоянию здоровья. С октября 1958 жил в Москве. С августа 1960 по май 1963 года − уполномоченный художественного фонда СССР. 

## Награды
Награждён двумя орденами Ленина, орденом Отечественной войны I степени, орденом «Знак Почёта», орденом Красной Звезды; медалями: «За доблестный труд в Великой Отечественной войне 1941−1945 гг.», «В память 800-летия Москвы», «За освоение целинных земель», знаком «50 лет пребывания в КПСС».